# سويكان

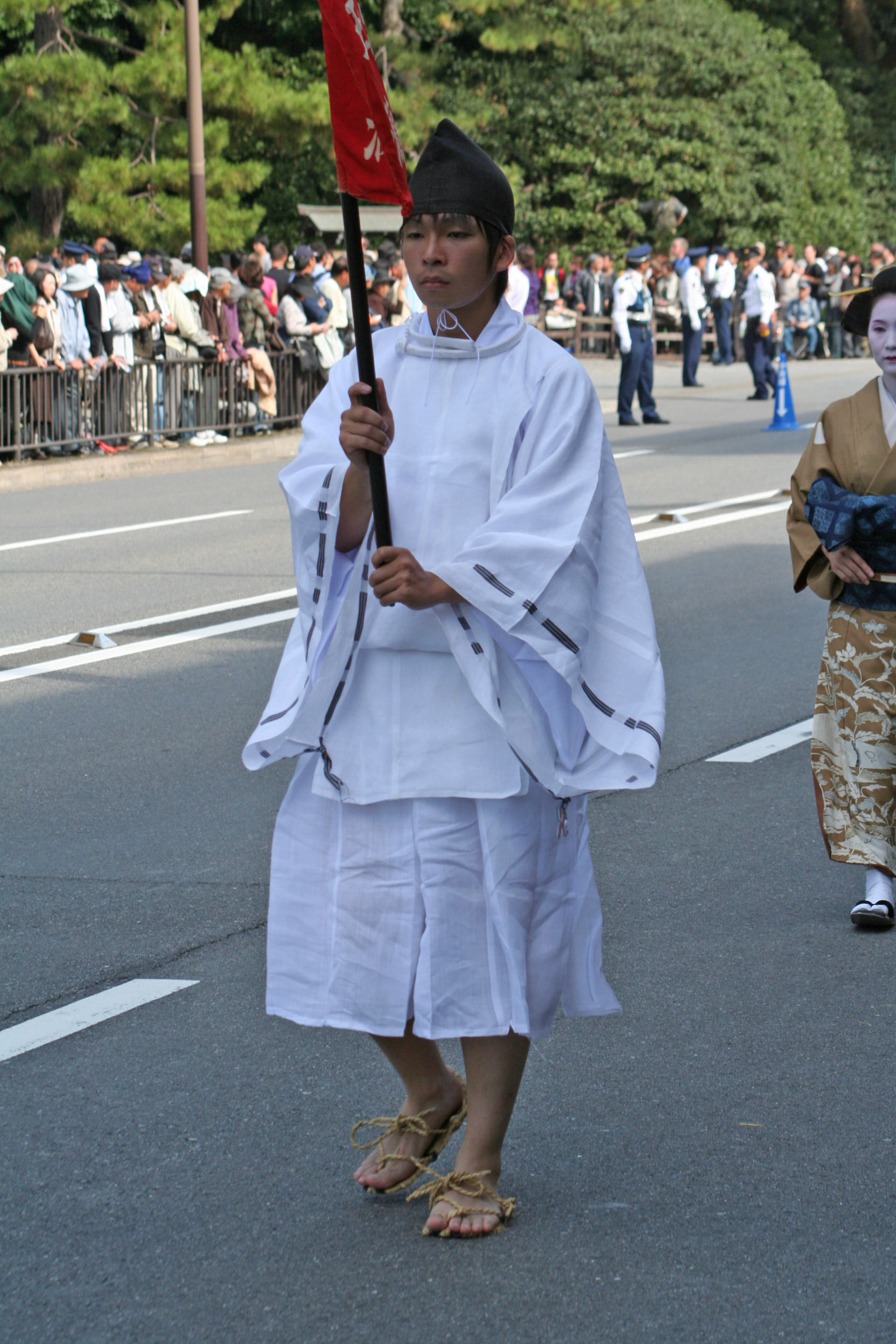
شاب يرتدي ثوب السويكان في مهرجان في كيوتو.

سويكان (باليابانية: 水干) هي أحد أنواع الثياب للذكور في فترة هييآن في التاريخ الياباني. يأتي الاسم الذي يعني «درع الماء» من بساطة الملبس وعدم احتوائه على أي ألوان أي إضافات أخرى غير قطعة القماش البسيطة والتي تشبه الماء الصافي.